# Нови трикови
Нови трикови је серија која се емитовала на програму ВВС Оne од 27. марта 2003 до 6. октобра 2015. године. Снимљено је укупно петнаест циклуса. Од оригиналне глумачке поставе нико није остао у свим циклусима.

## Улоге
| Лик              | Глумац            | Позиција                    | Циклуси | Циклуси | Циклуси | Циклуси  | Циклуси  | Циклуси  | Циклуси  | Циклуси  | Циклуси  | Циклуси  | Циклуси  | Циклуси  | Циклуси  | Циклуси  | Циклуси  | Циклуси |
| Лик              | Глумац            | Позиција                    | 1       | 2       | 3       | 4        | 5        | 6        | 7        | 8        | 9        | 10       | 11       | 12       | 13       | 14       | 15       |         |
| ---------------- | ----------------- | --------------------------- | ------- | ------- | ------- | -------- | -------- | -------- | -------- | -------- | -------- | -------- | -------- | -------- | -------- | -------- | -------- | ------- |
| Брајан Лејн      | Алан Ермстронг    | Детектив Инспектор          | Главни  | Главни  | Главни  | Главни   | Главни   | Главни   | Главни   | Главни   | Главни   | Главни   | Главни   |          |          |          | Епизодни |         |
| Ден Грифин       | Николас Линдхурст | Детектив Главни Инспектор   |         |         |         |          |          |          |          |          |          |          |          | Главни   | Главни   | Главни   | Главни   |         |
| Џек Халфорд      | Џејмс Болам       | Детектив Главни Надзорник   | Главни  | Главни  | Главни  | Главни   | Главни   | Главни   | Главни   | Главни   | Главни   |          |          | Епизодни |          |          | Епизодни |         |
| Стив МакЕндру    | Денис Лосон       | Детектив Инспектор          |         |         |         |          |          |          |          |          | Епизодни | Главни   | Главни   | Главни   | Главни   | Главни   | Главни   |         |
| Сандра Пулман    | Аманда Редман     | Детектив Надзорник          | Главни  | Главни  | Главни  | Главни   | Главни   | Главни   | Главни   | Главни   | Главни   | Главни   | Главни   | Главни   |          |          | Епизодни |         |
| Саша Милер       | Тамзин Аутвајт    | Детектив Главни Инспектор   |         |         |         |          |          |          |          |          |          |          |          |          | Главни   | Главни   | Главни   |         |
| Џери Стендинг    | Денис Ватерман    | Детектив Наредник           | Главни  | Главни  | Главни  | Главни   | Главни   | Главни   | Главни   | Главни   | Главни   | Главни   | Главни   | Главни   | Главни   | Главни   | Епизодни |         |
| Тед Кејс         | Лари Ламб         |                             |         |         |         |          |          |          |          |          |          |          |          |          |          | Епизодни | Главни   |         |
| Изи Кларк        | Чике Оконкво      | Полицијски Позорник         | Главни  |         |         |          |          |          |          |          |          |          |          |          |          |          |          |         |
| Роберт Стрикланд | Ентони Калф       | Заменик Помоћника Начелника |         | Главни  | Главни  | Епизодни | Епизодни | Епизодни | Епизодни | Епизодни | Епизодни | Епизодни | Епизодни | Епизодни | Епизодни | Епизодни | Епизодни |         |

## Ликови

### Брајан "Памћење" Лејн
- Глуми га: Алан Армстгонр
- Прво појављивање: Посао с' кинезима -I део-
- Последње појављивање: Млађи брат

Брајан је члан ОНЗОС-а (Одељење за нерешене злочине и отворене случајеве). Има жену Естер и сина Марка. Са сином се посвађао тако да син не живи са њим више. Брајанов син има жену и дете. Надимак "Памћење" је добио зато што доста добро памти. На крају 11. циклуса је добио отказ.

### Џон "Џек/Џеки" Халфорд
- Глуми га:Џејмс Болам
- Прво појављивање: Посао с' кинезима -I део-
- Последње појављивање: Једна која је отишла

Најстарији члан ОНЗОС-а. Имао је жену Мери, која је страдала у саобраћајној несрећи. Убио ју је Рики Хенсон. Џек је радио на случају корупције у коју је био умешан и отац Сандре Пулман, Гордон. Иако му је право име Џон сви су га звали Џек. На карју 1. епизоде 9. циклуса се повукао из ОНЗОС-а и отишао у Француску у болницу. Брајан је открио да он болује од неизлечиве болести и да има још мало времена да живи. То није рекао осталима све док Џек није умро. Појавио се као дух на крају 12. циклуса у Сандрином привиђању.

### Детекривка Надзорница Сандра Пулман
- Глуми је: Аманда Редман
- Прво појављивање: Посао с' кинезима -I део-
- Последње појављивање: Једна која је отишла

Сандра је водила тим у ОНЗОС-у. Има мајку. Њен отац Гордон је убијен на дужности. На крају 12. циклуса је дала оставку и отишла из ОНЗОС-а.

### Џералд "Џери" Стендинг
- Глуми га:Денис Ватерман
- Прво појављивање: Посао с' кинезима -I део-
- Последње појављивање: Поcледњи је Стендинг -II део-

Џери је члан ОНЗОС-а, Једини од оригиналне поставе је био у свим епизодама до 14. циклуса. Надимак "Последњи је Стендинг" је добио док је радио у једном одељењу где су сви били подмићени, а само он не. Има четири ћерке, три жене и унука. Његова ћерка Емили је такође полицајка. На крају 14. циклуса је лажирао своју смрт и отишао у пензију.

### Полицијски Позорник Изи "Кларки" Кларк
- Глуми га:Чике Оконкво
- Прво појављивање: Посао с' кинезима -I део-
- Последње појављивање: Разговор са мртвима

Изи је био позорник у ОНЗОС-у. Он је помагао у решавању нерешених случајева. На крају 1. циклуса је отишао у противпожарну јединицу. Звали су га "Кларки".

### Заменик Помоћника Начелника Роберт Стрикленд
- Глуми га:Ентони Калф
- Пров појављивање: Нежан додир
- Последње појављивање:

Дошао је у ОНЗОС на почетку 2. циклуса на место свог претходника Доналда Бевана.

### Стив МекЕндру
- Глуми га:Денис Лосон
- Прво појављивање: Девојка која је живела
- Последње појављивање: Луда Банда

Стив је дошао на крају 9. циклуса како би помогао тиму око једног нерешеног случаја. На почетко 10. циклуса се придружио тиму и заменио Џека. Стив има сина Стивија и девојку која је доста млађа од њега.

### Ден Грифин
- Глуми га:Николас Линдхрст
- Прво појављивање: Мој крик на реци
- Последње појављивање: Луда банда

Ден је дошао на почетку 12. циклуса у тим како би заменио Брајана. За ОНЗОС га је препоручио лично Брајан. Ден има ћерку Холи која је инвалид и жену која се налази у психијатриској болници.

### Детективка Главна Инспекторка Саша Милер
- Глуми је:Тамзин Аутвајт
- Прво појављивање: Корење
- Последње појављивање: Луда банда

Саша је у ОНЗОС пребачена након Сандриног одласка. Пре ОНЗОСА је радила у одљељњу за сузбијање криминала.

### Тед Кејс
- Глуми га:Лари Ламб
- Прво појављивање:Последњи је Стендинг -II део-
- Последње појављивање: Луда банда

Тед је дошао у ОНЗОС након Џеријевог одласка у пензију. Док је Саша била одсутна у 1. епизоди 15. циклуса он је водио тим. Препустио јој је вођство кад се вратила.

## Епизоде

### Сезона 1 (2003—2004)
1. Посао с' кинезима -I део-
2. Посао с' кинезима -II део-
3. Идентификациона парада
4. Слика на зајам
5. 1984.
6. Добар рад награђен
7. Кућне истине
8. Разговор са мртвима

### Сезона 2 (2005)
1. Нежан додир
2. Породична ствар
3. Веруј ми
4. Старо и хладно
5. Решавање креативног посла
6. Поглед доле кад се коцкаш
7. Иверак среће
8. 17 година ничега

### Сезона 3 (2006)
1. Дамино задовољство
2. Лучки радници
3. Стари пси
4. Дијамантски чудаци
5. Вештичарење
6. Пљачка банке
7. Ратови сладолеџија
8. Честитам

### Сезона 4 (2007)
1. Жртва
2. Бог чека собу
3. Гњурење и роњење
4. Девет живота
5. Електрана
6. Закопано благо
7. Очев понос
8. Велико надмашивање

### Сезона 5 (2008)
1. Резервни делови
2. Последња завеса
3. Лице за радио
4. Оданости и хонорар
5. Не може се организовати једно
6. Чаробно величанство
7. Јавни живот
8. Бесни пси

### Сезона 6 (2009)
1. Рат провит дроге
2. Истина је негде тамо
3. Свежи ппочеци
4. Емисија сенки
5. Смрт продавца
6. Последњи смех
7. Крв није вода
8. Месо је убиство

### Сезона 7 (2010)
1. Мртвак говори
2. Мирис књига
3. Лево поље
4. Црна чоколада
5. Добро јутро, леминзи
6. Жртва моде
7. Где има дима
8. Излазна лопта
9. Скидајте рукавице
10. Четврти човек

### Сезона 8 (2011)
1. Стари фосили
2. Крај линије
3. Изгубљени у преносу
4. Постављајући свој штанд
5. Покретна мета
6. Објекти жеље
7. Господин нестаје
8. Само храбри
9. Пола живота
10. Тигар, тигар

### Сезона 9 (2012)
1. Смрт у породици
2. Старе школске везе
3. Краљица и држава
4. Девојка која је живела

### Сезона 10 (2012)
1. Тело доказ
2. Љубав мисли ништа у тенису
3. Мртав песник
4. Плави цвет
5. Глазговски ОНЗОС
6. Део целине

### Сезона 11 (2013)
1. Стена -I део-
2. Стена -II део-
3. Очеви греси
4. Млађи брат

### Сезона 12 (2013)
1. Мој крик на реци
2. У шуми
3. Ствари могу само да се побољшају
4. Једна која је отишла

### Сезона 13 (2013)
1. Корење
2. Дивља жетва

### Сезона 14 (2014—2015)
1. Бермондсичанин
2. Понуда која тражи пажњу
3. Дубоко пливање
4. Духови
5. Лондонско подземље
6. Римски уништитељ
7. У вину је истина
8. Енглеска одбрана
9. Мрвице хлеба
10. Краљичин говор
11. Последњи је Стендинг -I део-
12. Последњи је Стендинг -II део-

### Сезона 15 (2015)
1. Парохово јаје
2. Вук из Велбрука
3. Расипни синови
4. Игра славе
5. Руски рођак
6. Проклетство на лутрији
7. Животно кретање
8. Луда банда